# Geiselhöring
Geiselhöring là một thị xã ở Straubing-Bogen, bang Bayern, Đức. Đô thị này tọa lạc 14 km về phía tây nam của Straubing, và 30 km về phía đông nam của Regensburg.